# Torre de los Pomar
La torre de los Pomar es un torreón defensivo medieval que se encuentra situado en la localidad Zaragozana de Sigüés.

## Reseña
Existen noticias de la existencia de Sigüés ya en el siglo XI y durante la Edad Media fue aumentando su importancia al encontrarse situada en el Camino de Santiago francés en Aragón que enlazaba directamente con el Camino de Arlés que venía de Francia. Permaneció siendo de realengo hasta el siglo XIII, cuando fue cedida en señorío. Fue de propiedad, entre otros de, Pedro Aznárez, Pedro Cornel y Pedro Jordán de Urriés.
En el siglo XV aparece entre las posesiones de la baronía de Guatizalema y posteriormente de la de Sigüés, de la que fueron señores la familia Pomar y los Pérez de Pomar; esta baronía la pertenecía a los Pomar o Pérez de Pomar, que destacaron en la reconquista del Reino de Aragón. En documentos fechados en 1610 la villa consta perteneciente a la familia Mendoza.

## Descripción
La torre es prácticamente un edificio cúbico de unos ocho metros de arista, construido con piedras sillares muy bien trabajadas.
La puerta de acceso es un arco ligeramente apuntado con grandes dovelas y que en la parte superior, sobre la clave, presenta un escudo de armas con tres manzanas que es el escudo de armas de la familia Pomar.
A ambos lados de la puerta, existen unas ranuras para el paso de las cadenas usadas para levantar el puente levadizo por el que se accedía a la torre, por lo que es de suponer que la torre estuvo en su momento rodeada de algún tipo de foso.
La torre ha sido transformada en vivienda manteniendo únicamente su fachada principal. Se cubre con un tejado moderno, por lo que se desconoce si en su momento estuvo almenada o no.

## Catalogación
La Torre de los Pomar está incluida dentro de la relación de castillos considerados Bienes de Interés Cultural en virtud de lo dispuesto en la disposición adicional segunda de la Ley 3/1999, de 10 de marzo, del Patrimonio Cultural Aragonés. Este listado fue publicado en el Boletín Oficial de Aragón del 22 de mayo de 2006

## Enlaces
- Torre de los Pomar en CastillosNet.

- Datos: Q30524867
- Multimedia: Torre de los Pomar / Q30524867